# 2-Hydroxyglutarsäure
2-Hydroxyglutarsäure (α-Hydroxyglutarsäure) ist eine chemische Verbindung aus der Gruppe der Hydroxycarbonsäuren und ist ein Derivat der Glutarsäure.
Sie kann durch das Enzym Isocitrat-Dehydrogenase (IDH) in α-Ketoglutarsäure umgewandelt werden. Erbliche Störungen dieses Enzymkomplexes führt zu einem Krankheitsbild, welches als 2-Hydroxy-Glutarazidurie bekannt ist. Erhöhte Spiegel von 2-Hydroxyglutarat werden mit der Entstehung von IDH-mutierten Gliomen in Verbindung gebracht.